# Abd ar-Rahman Swar ad-Dahab

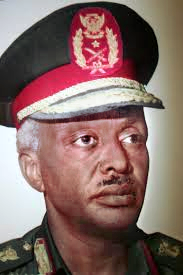
Abd ar-Rahman Swar ad-Dahab

Abd ar-Rahman Swar ad-Dahab (arabisch عبد الرحمن سوار الذهب, DMG ʿAbd ar-Raḥmān Suwār aḏ-Ḏahab, auch Abdel Rahman Swar al-Dahab) (* 1934 in Omdurman, al-Chartum, Sudan; † 18. Oktober 2018 in Riad, Saudi-Arabien) war vom 6. April 1985 bis zum 6. Mai 1986 Präsident des Sudan.

## Leben und Wirken
Abd ar-Rahman Swar ad-Dahab wurde 1934 in der Stadt Omdurman geboren und schloss sein Studium an der sudanesischen Militärakademie ab. Er wurde bekannt, als der ehemalige Präsident des Sudans, Dschafar Muhammad an-Numairi, ihn zu seinem Stabschef machte und er anschließend 1984 Verteidigungsminister und oberster Befehlsführer der Armee wurde. Nach einem militärischen Putsch gelangte er am 6. April 1985 an die Macht und wurde Präsident des Sudans. Wie versprochen, räumte er 1986 sein Amt, um den Weg für freie Wahlen frei zu machen. Am 6. Mai 1986 trat Ahmad al-Mirghani das Amt als neuer Präsident des Sudans an, Sadiq al-Mahdi wurde Ministerpräsident. Abdel Rahman Swar al-Dahab wurde 1987 Vorsitzender der Islamic Call Organization, dessen Vorsitzender er danach noch war. Am 18. Oktober 2018 starb er in Riad in Saudi-Arabien.
2004 erhielt er den König-Faisal-Preis für Verdienste um den Islam. Er war einer der Unterzeichner der Botschaft aus Amman.